# Licone (peripatetico)
Licone (in greco antico: Λύκων?, Lýkōn; 299 a.C. circa – 225 a.C. circa) è stato un filosofo peripatetico greco antico, discepolo di Stratone di Lampsaco, al quale successe come scolarca della Scuola peripatetica nel 269 a.C. circa. Rimase in carica per più di quarantaquattro anni.

## Biografia
In diverse occasioni il suo consiglio fu molto utile agli ateniesi. Licone fu celebrato per la sua eloquenza e per la sua abilità nell'istruire i giovani. Presto attenzione tanto al corpo quanto alla mente e praticò costantemente esercizi atletici. Malgrado ciò, morì di gotta a 74 anni. Diogene Laerzio ci riporta che fu un rivale del filosofo peripatetico Ieronimo di Rodi. Tra i suoi studenti del Peripato spiccò Aristone di Ceo, destinato a succedergli a capo della scuola.

## Opere
Tra gli scritti di Licone rientra probabilmente l'opera Sui caratteri (simile a quella di Teofrasto), un frammento della quale è riportato da Publio Rutilio Lupo, sebbene il titolo del libro non venga citato da alcuno scrittore antico. Apuleio suggerisce che abbia scritto un'opera sulla natura degli animali.